# Берне, Сюзанна
Сюзанна Берне (англ. Suzanne Berne; род. 17 января 1961, Вашингтон (округ Колумбия), США) — американская писательница. Лауреат литературной премии Оранж (1999).

## Биография
Родилась в семье преподавателя Джорджтаунского университета, мать — психолог. Училась в Джорджтаунской школе. Окончила Уэслианский университет в Коннектикуте, затем — писательский семинар при университете Айовы.
Несколько лет жила в Калифорнии, где сменила много мест работы, начиная с корректора в газете Hollywood Reporter до хозяйки ресторана в Сан-Франциско, в это же время писала для нескольких газет, начала публиковать свои рассказы.
В 1986 году читала лекции в Гарвардском университете. Сотрудничает с книжным обозрением «Нью-Йорк Таймс», пишет эссе и статьи для колонки Путешествий. Опубликовала ряд эссе в различных журналах, таких как, «Vogue» и «Allure» и др.
В настоящее время живет в Ньютоне, штат Массачусетс, со своим мужем-адвокатом и двумя дочерьми.

## Творчество
Её дебютный роман «A Crime in the Neighborhood» опубликован в 1997 году. В 1999 году роман был опубликован в Великобритании и выиграл литературную премию Оранж.
Члены жюри назвали его потрясающим романом редкого качества.